# Короени (Марамуреш)
Короени (рум. Coroeni) насеље је у Румунији у округу Марамуреш у општини Коројени. Oпштина се налази на надморској висини од 394 m.

## Становништво
Према подацима из 2011. године у насељу је живело 2308 становника.